# 喬治·埃佛勒斯
陸軍上校喬治·埃佛勒斯爵士（英語：Colonel Sir George Everest，1790年7月4日—1866年12月1日）是威爾斯克里克豪厄爾出身的探險家、地理學家。完成威廉·蘭布頓始於1806年的沿子午線弧從印度南端往北到尼泊爾的測量。1830年至1843年任印度測量局局長。1843年，返回英國，獲選為皇家學會會員。1862年，任皇家地理學會副會長。1866年，逝於倫敦。
1852年，印度測量局在喜馬拉雅山脈發現稱為「15號峰（PeakXV）」的世界第一高峰。1865年，在當地稱呼不詳的情況下，由當時的測量局局長安德魯·斯科特·沃命名為「埃佛勒斯峰」，以紀念前任局長埃佛勒斯。

## 家族人物
其姪女為數學家瑪麗·埃佛勒斯·布爾。

## 關連項目
- 埃佛勒斯峰